# Four Hours to Kill!
Four Hours to Kill! é um filme estadunidense de 1935, do gênero drama policial, dirigido por Mitchell Leisen e estrelado por Richard Barthelmess e Joe Morrison. O filme, cuja ação se passa toda em um teatro de vaudeville, é justamente uma espécie de Grand Hotel vai ao teatro devido à existência de vários subenredos (que se cruzam no final). Como era comum na época, o roteiro baseia-se em sucesso da Broadway, no caso a peça A Small Miracle, de Norman Krasna, adaptada pelo próprio.
O filme foi o primeiro sucesso do diretor Leisen (que faz uma ponta, como o chefe da orquestra)  com o produtor Arthur Hornblow, Jr., com quem trabalhou várias vezes.

## Sinopse
Tony Mako, assassino condenado à morte, escapa do detetive Taft, a quem estava algemado, e dirige-se ao teatro onde espera vingar-se de seu delator, Anderson. Essa história é entremeada por outras, como a do guardador de chapéus Eddie, cuja ex-namorada diz estar grávida e tenta extorqui-lo; a da esposa infiel Sylvia (cujo valioso broche de diamantes desapareceu) e seu amante Carl; e ainda a de Helen, apaixonada por Eddie, que, para ajudá-lo, pede ao marido de Sylvia 200 dólares e é convidada a encontrar-se com ele em um quarto de hotel.

## Elenco
| Ator/Atriz          | Personagem    |
| ------------------- | ------------- |
| Richard Barthelmess | Tony Mako     |
| Joe Morrison        | Eddie         |
| Gertrude Michael    | Sylvia Temple |
| Helen Mack          | Helen         |
| Dorothy Tree        | Mae Danish    |
| Roscoe Karns        | Johnson       |
| Ray Milland         | Carl Barrett  |
| Charfles C. Wilson  | Taft          |
| Henry Travers       | Mac Mason     |
| Noel Madison        | Anderson      |